# Denops albofasciatus
Denops albofasciatus ist ein Käfer aus der Familie der Buntkäfer (Cleridae). Die seltene Art ernährt sich von im Holz lebenden Insekten. Sie ist auffallend gefärbt und besitzt einen australischen Doppelgänger, der gelegentlich nach Europa eingeschleppt wird.
Der Artname albofasciatus (lat. albofasciātus = weiß gebändert) weist auf den  auffallenden weißen Querstreifen auf den Flügeldecken  hin. Der Gattungsname Denops (von altgr. δεινός, deinós, schrecklich und οπς ōps, Aussehen) spielt auf die großen Oberkiefer an. Die Art wurde erstmals 1825 von Charpentier beschrieben und in die Gattung Tillus gestellt. Die Gattung Denops wurde erst 1829 definiert. Denops albofasciatus ist in Mittel- und Südeuropa verbreitet. Die früher unterschiedene Denops longicollis (nun als Synonym betrachtet) lebt auf den Kanarischen Inseln.

## Körpermerkmale
Der Körper ist gestreckt und zylindrisch. Er erreicht eine Länge von sechs bis zehn Millimetern. Der Vorderkörper ist lang abstehend behaart.
Der Kopf ist auffallend breit, breiter als der Halsschild und ebenso breit wie die Flügeldecken. Er ist fein körnig skulptiert. Die Augen sitzen weit vorn am Kopf. Die Fühler sind elfgliedrig, die ersten vier Glieder sind zylindrisch bis leicht kegelförmig, die folgenden flach gedrückt und auf der Innenseite gesägt. Die Oberlippe (Labrum) ist vorne leicht ausgerandet. Die Oberkiefer (Mandibeln) sind kräftig, mit scharf gekrümmter Spitze und zwei Zähnen auf der Innenseite. Die Kiefertaster sind viergliedrig, die Lippentaster dreigliedrig. Beide sind fadenförmig mit walzigen Gliedern, das Endglied ist nicht beilförmig.
Der Halsschild ist länger als breit und kurz hinter dem Vorderrand leicht und vor dem Hinterrand stark verengt. Er besitzt eine ungerandete Seitenkante, Oberseits ist er leicht gerunzelt. Er ist wie der Kopf rostrot.
Die Flügeldecken lassen die letzten zwei bis drei Hinterleibsabschnitte unbedeckt. Obwohl sie fein behaart sind, erscheinen sie glänzend, Punktreihen fehlen. Die Grundfarbe ist schwarz. An den Schultern sind sie undeutlich rötlich. Eine breite, scharf begrenzte gelblichweiße Binde verläuft etwa auf halber Höhe quer über die Flügeldecken.
Auf der Körperunterseite sind einige für die taxonomische Zuordnung wichtige Merkmale sichtbar. Am Hinterleib sind sechs Segmente erkennbar. Die Vorderhüften sind genähert, die Hinterhüften breit getrennt. Die Vorderhüfthöhlen sind auf der Innen- und Außenseite vollständig geschlossen, aber hinten offen. Die Beine sind nicht besonders kräftig. Die braunen Tarsen sind lang und deutlich fünfgliedrig, das Basalglied ist nicht kürzer als das zweite Glied. Die ersten vier Glieder sind auf der Unterseite lappenartig erweitert. Die Klauen sind am Innenrand zweizähnig.
Der Käfer besitzt einen in Australien und Neuseeland heimischen Doppelgänger, der durch den weltweiten Warenumschlag auch gelegentlich in Europa auftritt. Eine sichere Unterscheidung beider Arten ist aufgrund der Schläfenlänge möglich. Sie ist bei Denops albofasciatus länger als der Augendurchmesser, beim Doppelgänger Paratillus carus jedoch kürzer.

## Lebensweise
Die wärmeliebende Art wird als „Altholzbesiedler“ und als „landschaftsökologisch relevante Art“ eingestuft. In Mitteleuropa wird sie hauptsächlich an sonnenexponierten Waldrändern und in Weinbergen gefunden. Larve und adultes Tier leben räuberisch von anderen Insekten und Insektenlarven, hauptsächlich von Bohrkäfern. Dieses Verhalten wird besonders in Nutzpflanzenkulturen von Feigen, Olivenbäumen, Pistazien, Johannisbrotbäumen und Wein gern gesehen. Die Larven ernähren sich von den Larven von Bohrkäfern, wie etwa von Xylopertha retusa. Vermutlich ist das Nahrungsspektrum größer, es werden auch Bockkäfer und Prachtkäfer genannt.

## Verbreitung
Die Art ist in Südeuropa und Nordafrika heimisch, aber selten. In Mitteleuropa ist sie sehr selten, sie kann aber von Südwesteuropa bis ins Rheingebiet und von Südosteuropa nach Österreich und Bayern einstrahlen. In Mitteleuropa wurde sie an Eichen und Weinreben, jeweils mit Befall von Xylopertha retusa gefunden, im Mittelmeergebiet findet man sie auch im Holz von anderen Nutzpflanzen.

## Systematik
Traditionell wurden in der Gattung Denops zwei Arten unterschieden, bis 1985 gezeigt werden konnte, dass Denops longicollis in Wirklichkeit ein Synonym von Denops albofasciatus ist. Beide unterscheiden sich nur in geringfügigen Farbvariationen.

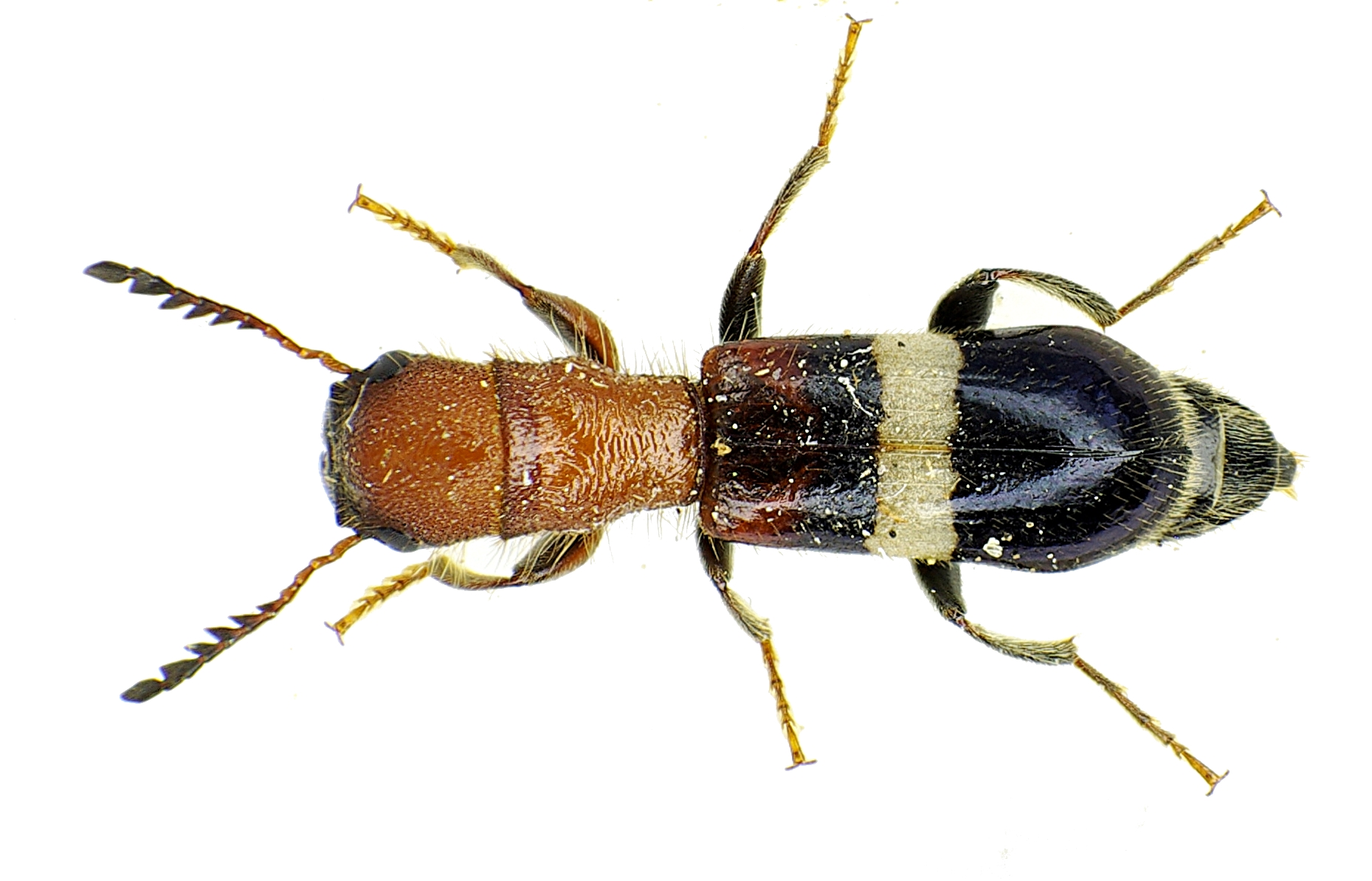
Von oben
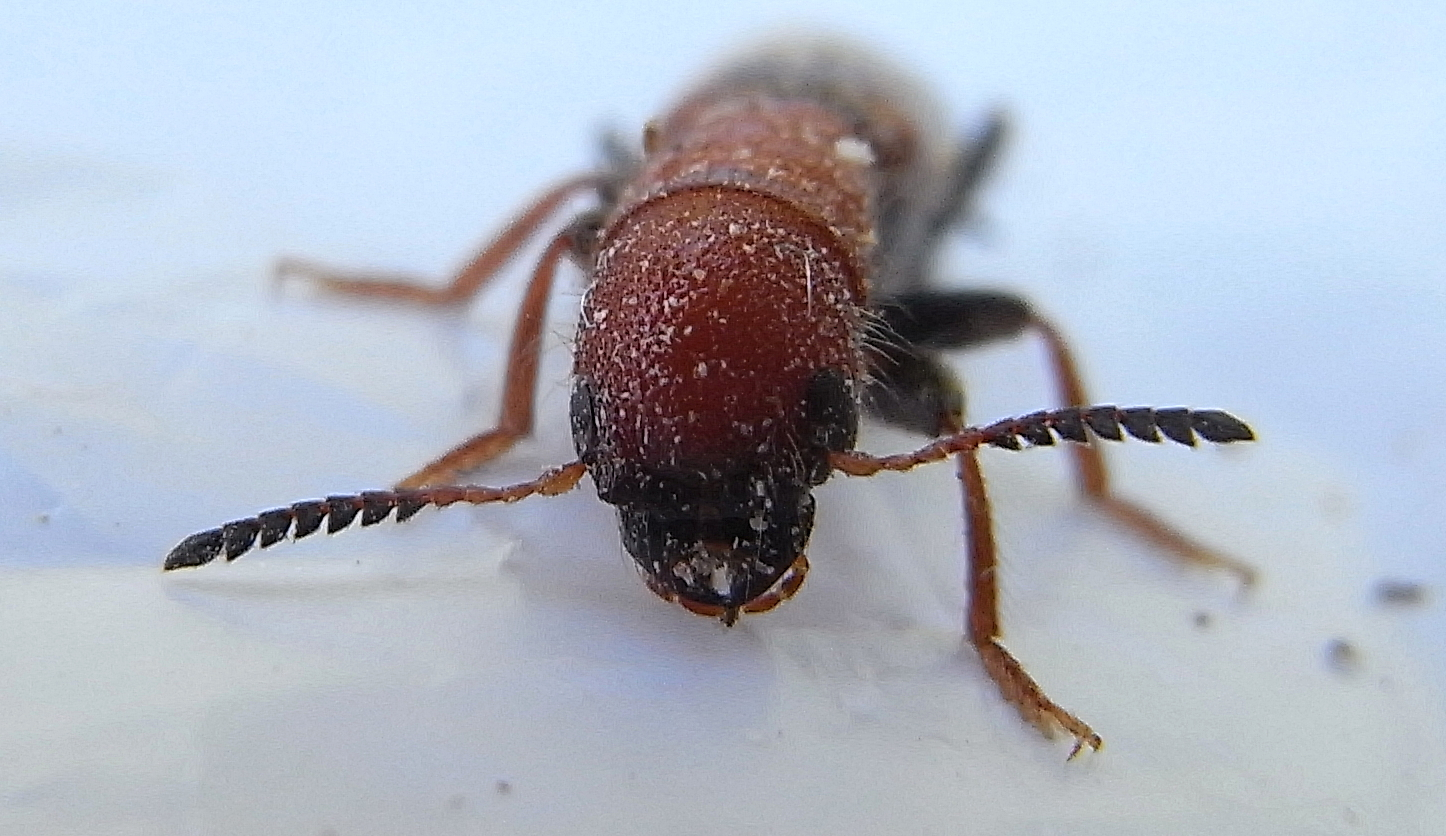
Vorderansicht
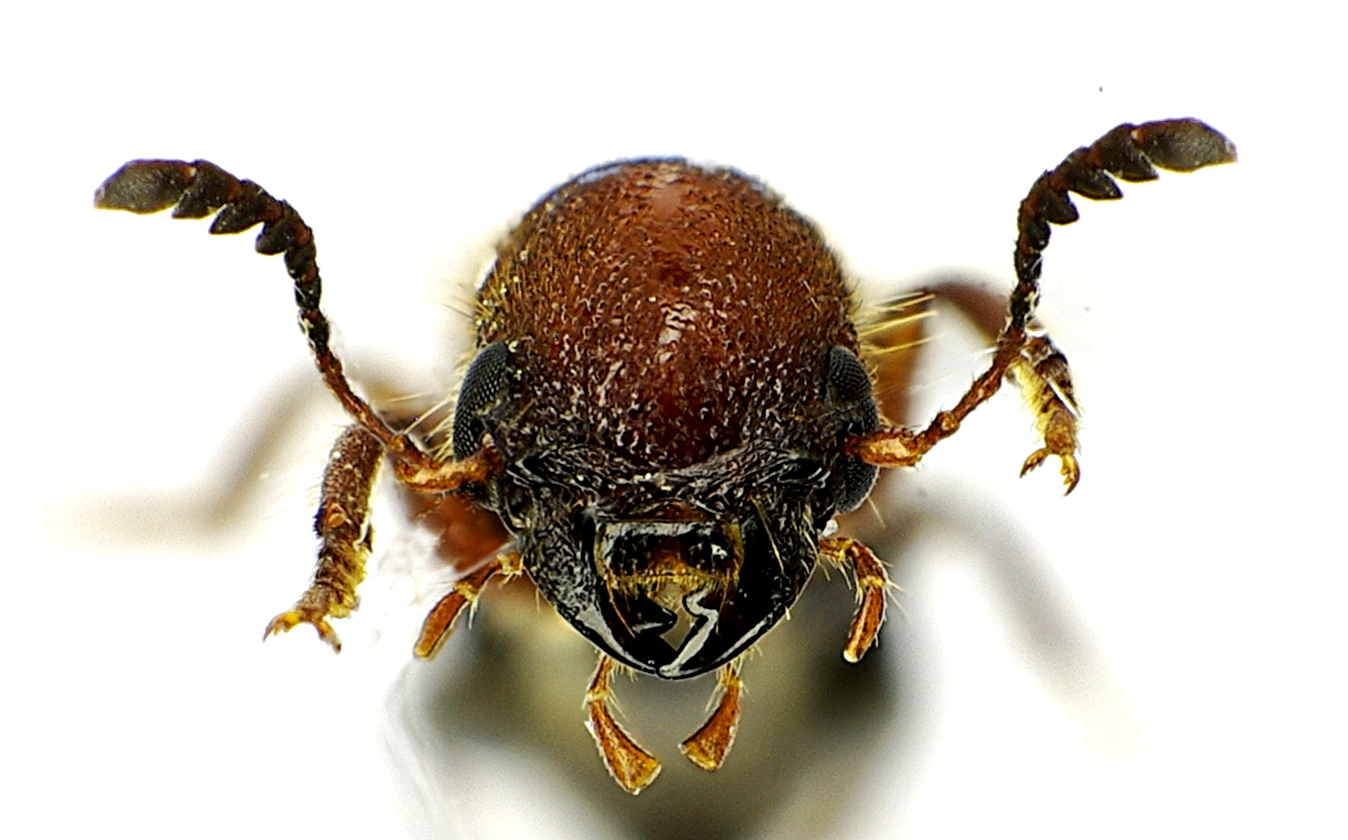
Mundwerkzeuge
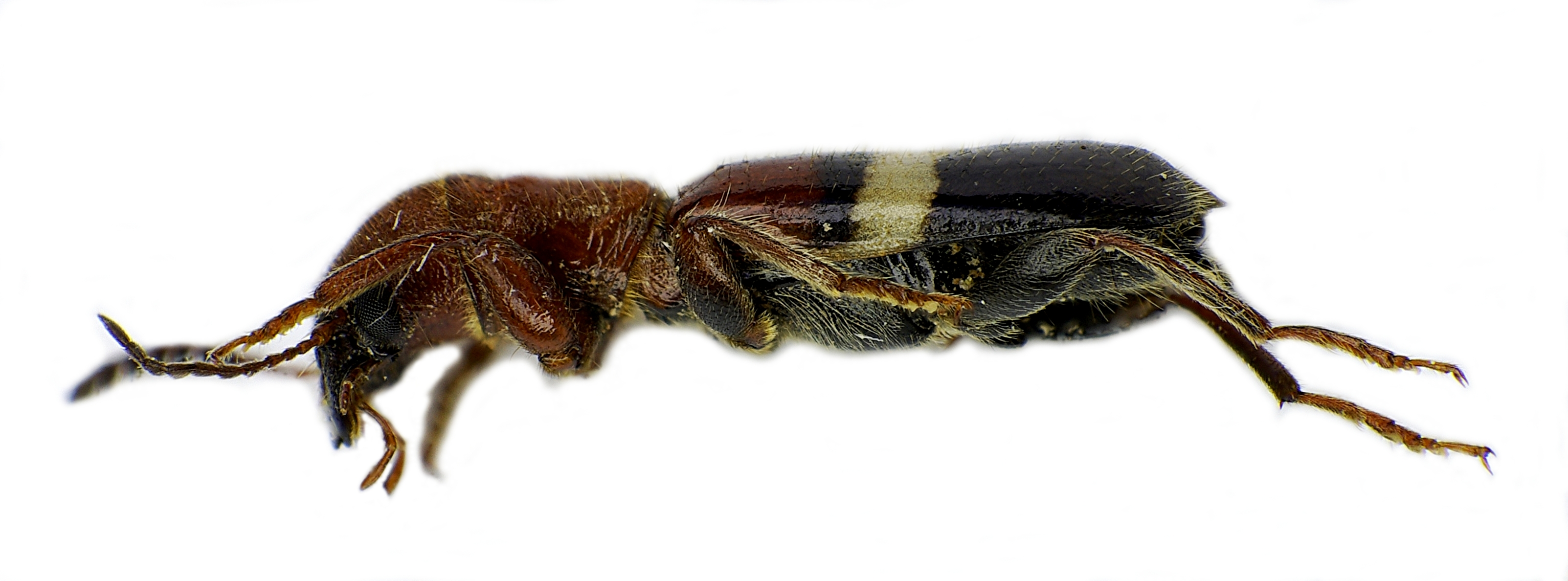
Seitenansicht
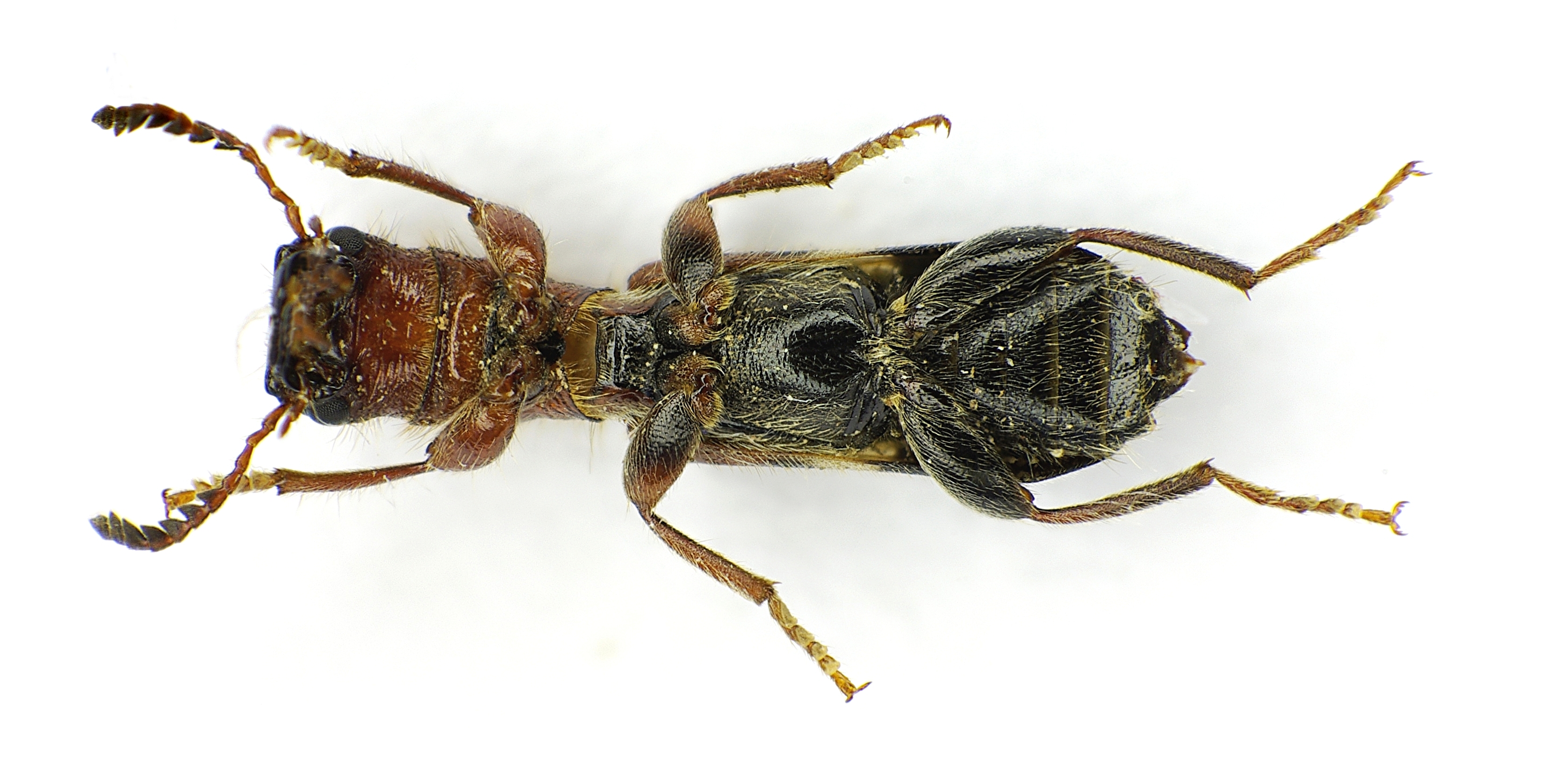
Unterseite

## Belege